# 鳴沙山

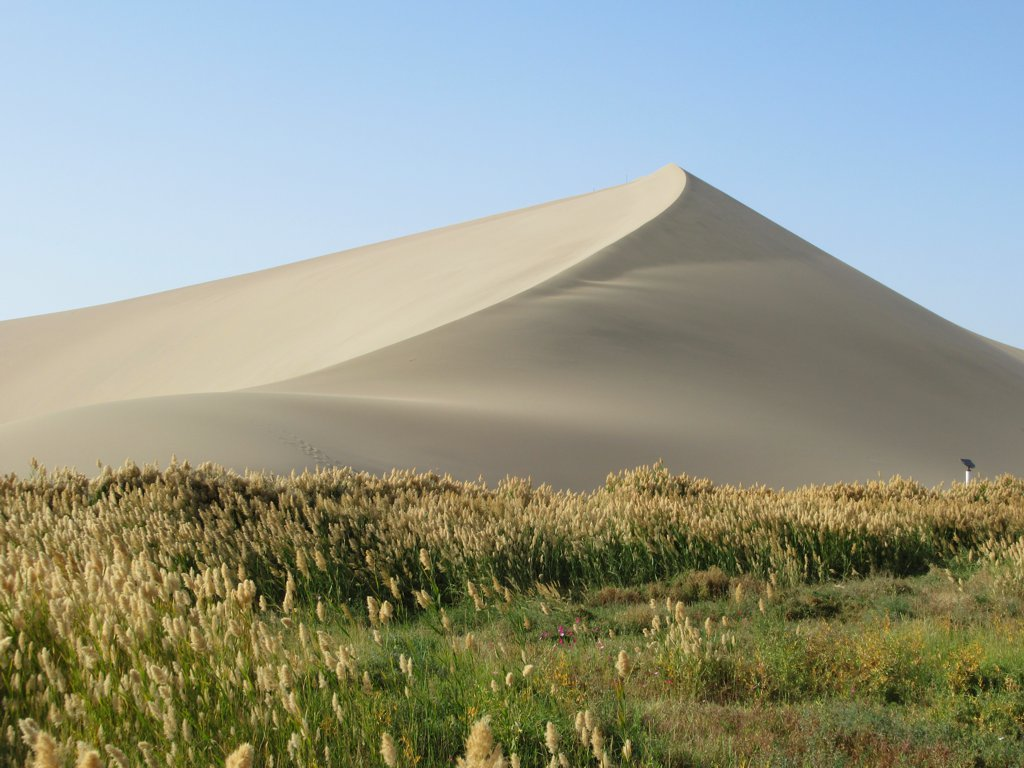
敦煌の鳴沙山

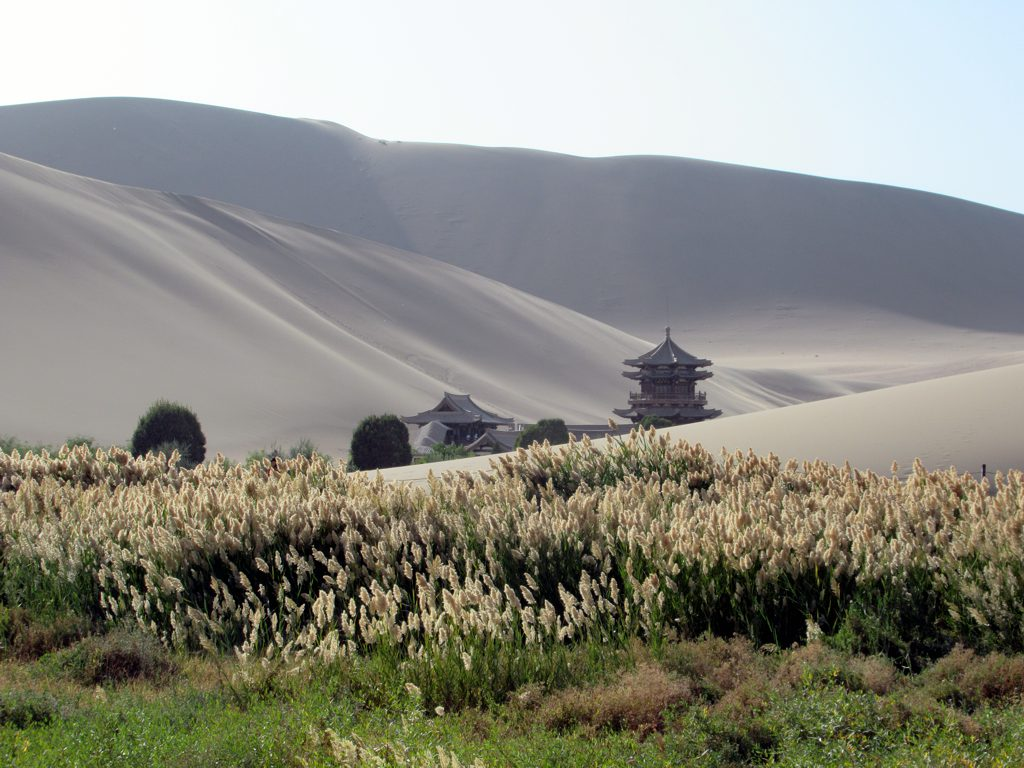
敦煌の鳴沙山の前には月牙泉

鳴沙山（めいさざん、中国語: 鸣沙山）は中国甘粛省敦煌の有名な観光地・月牙泉のそばにある砂山で、風が吹くと「砂が鳴く」ような音を出すことで知られている。また、中国に鳴沙山という山は他にもあり、同様な現象は日本など他国でも「鳴き砂」として知られている。

## 概要
中国甘粛省敦煌の市街区から南へ5kmには有名な観光地「月牙泉」があり、そこの砂山は東西の長さは約40km、南北の幅は約20kmの広大なもので（クムタグ砂漠の一部）、もともとは「神沙山」と呼ばれていたが、風が吹くと音を立てるので「鳴沙山」と呼ばれるようになった。晴れた日に風が吹いて砂が流れると「管弦や兵馬が打ち鳴らす太鼓や銅鑼の音のように聞こえる」とも言われ、古来『史記』に「天気がいいときは音楽を奏でているようだ」という記述が記載されている。
月牙泉・鳴沙山地区は中華人民共和国国家級風景名勝区、中国の観光地等級最高のAAAAAに指定されている。ここをラクダに乗って回る観光活動も行われている。
2015年に敦煌ヤルダン国家地質公園・月牙泉と共に「敦煌世界ジオパーク」に指定される。

## 鳴き砂の原因
砂が鳴くような音をたてる現象は、物理的には長い年月を経て、砂粒の表面がきわめてよく洗浄され，微粉状の物質が付着していないことであるといわれる。

## 中国四大鳴沙山
敦煌の鳴沙山は内モンゴル自治区の響沙湾の鳴沙山、寧夏回族自治区の沙坡頭の鳴沙山、新疆ウイグル自治区ハミ市バルクル・カザフ自治県の鳴沙山と共に「中国四大鳴沙山」と数えられる。他に新疆ウイグル自治区昌吉回族自治州モリ・カザフ自治県にも同じく鳴き砂の鳴沙山がある。